# Volaschioïta
La volaschioïta és un mineral de la classe dels sulfats. Cristal·litza en el sistema monoclínic i la seva fórmula és: Fe₄(SO₄)O₂(OH)₆·2H₂O.
Va ser descoberta l'any 2010 a la seva localitat tipus: Fornovolasco, Vergemoli, Alps italians, Província de Lucca, Toscana, Itàlia. Va ser anomenada així per la seva localitat tipus (Hospitale di Volaschio). El mineral tipus es troba al Museo di Storia Naturale e del Territorio, Universitat de Pisa, Itàlia, catàleg número: 19300.
Segons la classificació de Nickel-Strunz, la volaschioïta pertany a «07.DE: Sulfats (selenats, etc.) amb anions addicionals, amb H₂O, amb cations de mida mitjana només; sense classificar» juntament amb els següents minerals: mangazeïta, carbonatocianotriquita, cianotriquita, schwertmannita, tlalocita, utahita, coquandita, osakaïta, wilcoxita, stanleyita, mcalpineïta, hidrobasaluminita, zaherita, lautenthalita i camerolaïta.